# Pyrrhoneura maculata
Pyrrhoneura maculata är en insektsart som beskrevs av Frederick Arthur Godfrey Muir 1917. Pyrrhoneura maculata ingår i släktet Pyrrhoneura och familjen Derbidae. Inga underarter finns listade i Catalogue of Life.